# سیارک ۴۳۳۱
سیارک ۴۳۳۱ (به انگلیسی: 4331 Hubbard، نامگذاری:1983HC) چهار هزار و سیصد و سی و یکمین سیارک کشف شده‌است که در ۱۸ آوریل ۱۹۸۳ کشف شد.
قدر مطلق سیارک برابر ۱۳٫۶۰ است.